# 프랭크 코스텔로

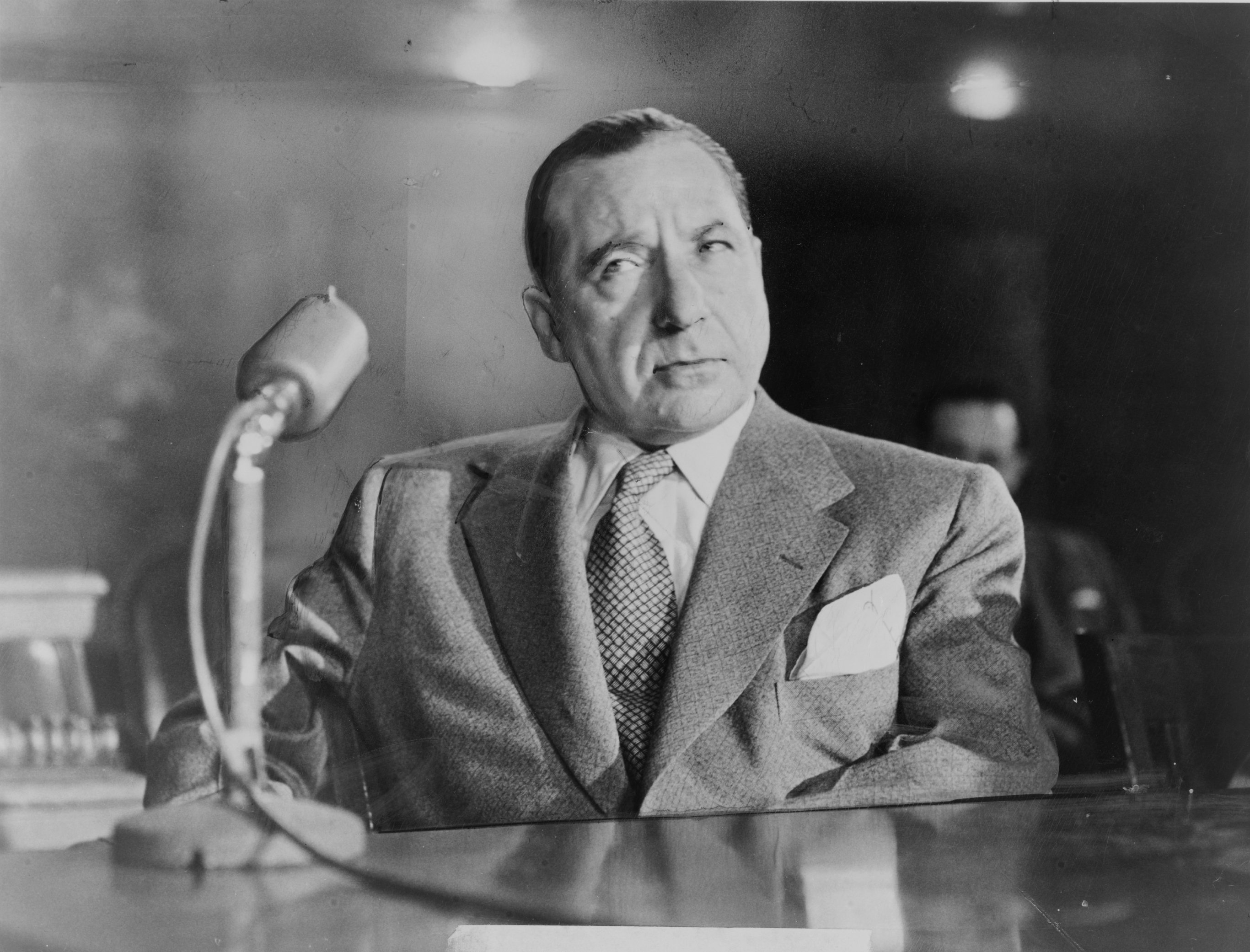

프랭크 코스텔로(Frank Costello, 이탈리아어: [koˈstɛllo], 본명: Francesco Castiglia [franˈtʃesko kaˈstiʎʎa]; 1891년 1월 26일 – 1973년 2월 18일)은 루치아노 범죄 집단의 이탈리아계 미국인 범죄 두목이었다.
이탈리아에서 태어난 그는 어린 시절 가족과 함께 미국으로 이주했다. 젊었을 때 그는 뉴욕시 갱단에 합류했다. 러키 루치아노와 함께 일하면서 코스텔로는 금주법 시대 기간 동안 불법 주류 밀매 작업에 참여했다. 1929년에 이들은 전국범죄조직(National Crime Syndicate)에 합류했다. 1937년부터 코스텔로는 루치아노 범죄 조직의 두목 대행이었다. 1950년대에 그는 탈세 혐의로 수년 동안 감옥에 갇혔다. 코스텔로는 비토 제노베제의 명령에 따른 암살 시도에서 살아남은 후 1957년에 은퇴했다.